# Nazionale maschile di cricket del Bahrein
La nazionale di cricket del Bahrain è la selezione nazionale che rappresenta il Bahrain nel gioco del cricket.

## Storia

### Le origini
La storia del cricket in Bahrein ha avuto inizio nel 1932, quando si svolse una partita amichevole tra la Royal British Air Force e la Royal British Navy, segnando l'introduzione di questo sport nel regno del deserto. Nel 1935, la fondazione dell'Awali Cricket Club, sostenuto dalla British Oil Company (BAPCO), contribuì ulteriormente a radicare il cricket nella cultura sportiva del paese.
La nazionale di cricket del Bahrein compì i primi passi sulla scena internazionale nel 1979, partecipando a un torneo su invito che coinvolse anche Kuwait, Qatar e Sharjah. Questo evento rappresentò l'inizio di un percorso ricco di sfide e successi, che contribuì a definire l'identità della squadra e a stimolare l'interesse per il cricket tra la popolazione bahrenita.
Il Bahrein ha fatto la sua prima apparizione in un torneo organizzato dall'Asian Cricket Council (ACC) durante l'ACC Trophy del 2004, tenutosi in Malesia. Da quel momento, la nazionale di cricket del Bahrein ha partecipato regolarmente a vari eventi sponsorizzati dall'ACC. Inoltre, il Bahrein ha preso parte a numerosi tornei della World Cricket League, ma nel 2013, dopo aver concluso al quinto posto nell'evento della Divisione Six, è stato retrocesso a competizioni regionali.

### Status T20 e i primo tour
Nell'aprile 2018, l'ICC ha deciso di concedere lo status completo di Twenty20 International (T20I) a tutti i suoi membri. Pertanto, tutte le partite Twenty20 giocate tra il Bahrain e gli altri membri dell'ICC dal 1° gennaio 2019 hanno lo status T20I.
Il Bahrein ha debuttato nel formato Twenty20 International il 20 gennaio 2019, vincendo contro l'Arabia Saudita con un margine di 41 runs durante il 2019 ACC Western Region T20, che si è svolto presso l'Al Emarat Cricket Stadium di Mascate, Oman. Il Bahrain concluse il torneo al terzo posto, dietro Qatar e Arabia Saudita.
Nel 2020 la nazionale del golfo persico ha preso parte al ACC Western Region che si è svolto presso l'Al Emarat Cricket Stadium di Mascate, Oman, dal 13 al 27 febbraio. Il Bahrain ha chiuso al primo posto il girone, battendo Qatar e Maldive e perdendo con l'Oman, ma è stata eliminata in semifinale per 87 runs dal Kuwait
Nel 2021 il Bahrain prende parte per la prima volta alle qualificazioni per la Coppa del Mondo 2022 T20, partecipando dal 23 al 28 ottobre alla fase sub-regionale, venendo inserita del gruppo B, destinato alle nazioni arabe. Il Bahrain vinse il gironcino con 3 vittorie e una sconfitta, subita contro il Kuwait. La vittoria del torneo e i cambiamenti di programma in seguito alla pandemia di covid-19 ha permesso alla nazionale di qualificarsi alla fase globale dell'anno successivo, che si svolsero dal 18 al 24 febbraio a Mascate, venendo inserita del gruppo A con Irlanda, Emirati Arabi e Germania, riuscendo a battere però solamente i teutonci e venendo eliminati dal torneo. Nello stesso anno il Bahrain affrontò un tour in Oman, giocando una serie di 5 partite T20 ad agosto contro il Kuwait, persa per 4-1.
A novembre del 2022 il Bahrain prese parte alla Desert Cup T20, un torneo amichevole, in Oman ad Al Amerat, contro Arabia Saudita, Oman e Canada, riuscendo ad ottenere 3 vittorie a fronte delle 6 partite giocate., qualificandosi alla finalina per il terzo posto, persa per 32 runs contro l'Arabia Saudita. A dicembre i bahreniti presero invece parte ad un torneo quadrangolare in Malesia, che comprendeva anche Qatar e Singapore. Il Bahrain concluse la fase a gironi al secondo posto, vincendo la finale contro la Malesia per 6 wickets
A marzo del 2023 il Bahrain partecipò ad un torneo quadrangolare ad Hong Kong, a cui presero parte anche Kuwait e Malesia, riuscendo a battere solamente il Kuwait, sia nella fase a gironi che nella finalina per il terzo posto. Il Bharain prese parte dal 15 al 23 settembre a Doha, in Qatar, alla prima edizione dei Campionati del Golfo maschili di cricket T20, concludendo al quarto posto con 3 vittorie.
Tra ottobre e novembre 2023 il Bahrain prese parte alle qualificazioni per la Coppa del Mondo 2024 T20 a Kirtipur, in Nepal, ottenedendo la qualificazione automatica alla finale regionale in base ai risultati conseguiti nell'ultimo ciclo di qualificazioni. La nazionale del golfo persico riesce a qualificarsi alle semifinali grazie a un miglior NRR, chiudendo il gironcino al secondo posto, avendo la meglio contro il Kuwait e perdendo contro Emirati Arabi e Hong Kong. Il 3 ottobre il Bahrain disputò la semifinale contro l'Oman, vincitrice dell'altro girone, perdendo in 14 over per 10 wickets e non qualificandosi ai mondiali.
Nel marzo del 2024 il Bharain partecipò alla Malaysia Open, un torneo amichevole T20, piazzandosi al primo posto da imbattuta, avendo la meglio contro Malesia, Vanuatu, Tanzania e Kuwait. Ad aprile la nazionale prese invece parte alla ACC Men's Premier Cup a Mascate, in Oman, chiudendo il gironcino al penultimo posto, riuscendo ad avere la meglio soltanto contro la Cambogia. Nello stesso anno, ad ottobre, il Bahrain affrontò un tour in Uganda, giocando una serie di 2 partite T20 contro i padroni di casa, pareggiata 1-1.
Alla fine del 2024 il Bahrain prese parte alle qualificazioni per la Coppa del Mondo 2026 T20 dal 19 al 28 novembre a Doha, venendo inserito nel gruppo B della fase subregionale, terminando al terzo posto e venendo eliminata dalla competizione in seguito alle sconfitte contro Emirati Arabi, Qatar e Thailandia. La nazionale araba ottenne invece la vittoria contro il Buthan, l'Arabia Saudita e la Cambogia. A dicembre dello stesso anno la nazionale bahreinita prese parte ai campionati del golfo, terminando al penultimo posto e vincendo solo contro Arabia Saudita e Kuwait
Nel 2025 il Bahrain affronta un tour in Indonesia dal 19 al 24 febbraio, giocando 5 partite IT20 a Bali e vincendo la serie 4-1. Dal 28 febbraio al 5 marzo, il Bahrain ha proseguito il suo tour nel sud-est asiatico, giocando una serie di 5 partite IT20 a Singapore, vincendo la serie contro i padroni di casa 3-0. Dal 10 al 17 marzo il Bahrain gioca l'ultima tappa del suo tour dell'Sud-est asiatico, giocando un torneo triangolare al Bayuemas Oval di Pandamaran, in Malaysia, terminando il girone al primo posto battendo due volte la Malaysia e una volta Hong Kong, qualificandosi per la finale, dove ha vinto per 8 wickets contro la nazionale di Hong Kong

## Albo d'oro

### Campionati del Golfo T20
| Anno   | Round         | Pos.   | GP | W | L | T | NR |
| ------ | ------------- | ------ | -- | - | - | - | -- |
| 2023   | Fase a gironi | 4/6    | 5  | 3 | 2 | 0 | 0  |
| 2024   | Fase a gironi | 5/6    | 5  | 2 | 3 | 0 | 0  |
| Totale | Totale        | Totale | 10 | 5 | 5 | 0 | 0  |

## Statistiche
Partite internazionali – Bahrein
Aggiornato al 25 luglio 2025.
| Record                  |    |    |    |   |      |
| Format                  | M  | W  | L  | T | D/NR |
| Twenty20 Internationals | 99 | 56 | 38 | 3 | 2    |

### T20
Aggiornato il 25 luglio 2025.
| vs Full Members      |    |    |    |   |   |
| Irlanda              | 1  | 0  | 1  | 0 | 0 |
| vs Associate Members |    |    |    |   |   |
| Arabia Saudita       | 8  | 6  | 2  | 0 | 0 |
| Bhutan               | 1  | 1  | 0  | 0 | 0 |
| Cambogia             | 1  | 1  | 0  | 0 | 0 |
| Canada               | 3  | 1  | 2  | 0 | 0 |
| Filippine            | 1  | 1  | 0  | 0 | 0 |
| Germania             | 2  | 2  | 0  | 0 | 0 |
| Hong Kong            | 5  | 3  | 1  | 1 | 0 |
| Indonesia            | 5  | 4  | 1  | 0 | 0 |
| Kuwait               | 11 | 3  | 11 | 1 | 0 |
| Malawi               | 6  | 6  | 0  | 0 | 0 |
| Malaysia             | 8  | 5  | 3  | 0 | 0 |
| Maldive              | 3  | 3  | 0  | 0 | 0 |
| Qatar                | 8  | 3  | 4  | 0 | 1 |
| Ruanda               | 4  | 3  | 1  | 0 | 0 |
| Singapore            | 6  | 4  | 0  | 1 | 1 |
| Tanzania             | 4  | 2  | 2  | 0 | 0 |
| Thailandia           | 1  | 0  | 1  | 0 | 0 |
| Uganda               | 2  | 1  | 1  | 0 | 0 |
| Emirati Arabi Uniti  | 6  | 2  | 4  | 0 | 0 |
| Vanuatu              | 1  | 1  | 0  | 0 | 0 |
| Totale               | 99 | 56 | 38 | 3 | 2 |